# Obra musical

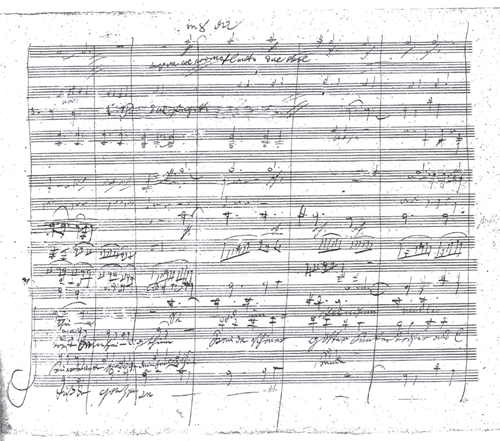
Página manuscrita del cuarto movimiento de la novena sinfonía de Beethoven

Obra musical, obra de música o pieza musical es una obra de arte perteneciente al arte musical.
Se utiliza la expresión opus ("obra") para numerar notas musicales de un autor. Los compositores suelen llevar ellos mismos la cuenta, añadiendo al título de sus obras opus 1, opus 2, y así sucesivamente. Cuando no lo hacen así, o se altera por alguna razón la continuidad del catálogo, en sus obras deben aclarar las confusiones.
Recibe el nombre de "maestro" tanto el ejecutante como el autor de obras musicales, de forma equivalente a como se denominaba al rango mayor propio de los gremios artesanos medievales, que también eran autores de "obras" (opus magistri, magnum opus u obras maestras; o las obras de construcción a cargo de los maestros de obras). La distinción entre bellas artes y artes aplicadas colocó entre las primeras a la música (que ya figuraba como arte liberal por su inclusión en el quadrivium carolingio desde la Alta Edad Media).
Se utiliza la expresión "composición musical" como sinónimo de "obra musical" en el sentido de composición de una pieza de música, un ejemplo de una forma musical a través de un género musical:
- Obra instrumental, la de música instrumental (música de cámara, música concertante, música sinfónica, sonata, suite, sinfonía, poema sinfónico, obertura, ballet, música de cine, etc.)
- Obra vocal u obra de canto, la de música vocal o canto (ópera -cuyo nombre etimológicamente deriva de "obra"/opus-, oratorio, zarzuela, teatro musical, lied, canción, etc.)

- Datos: Q2188189